# 노하라 린
노하라 린은 만화 《나루토》의 등장인물이다.
성우: 나나오 하루히
하타케 카카시, 우치하 오비토과 함께 나미카제 미나토반이었으나 제3차 닌자대전 중에 파도나라 닌자가 린의 몸에 3미를 넣었다. 파도나라 닌자들이 3미를 이용해 나뭇잎마을을 치려고 하자, 린은 몸 안에 있는 3미를 느끼고 카카시의 뇌절에 뛰어들어 자살한다.